# Siikalatva
Siikalatva est une municipalité de la région d'Ostrobotnie du Nord en Finlande.

## Géographie
Siikalatva se situe dans la Province d'Oulu et fait partie de la région de l'Ostrobotnie du Nord.
Elle a été créée le 1er janvier 2009 quand les municipalités de Kestilä, Piippola, Pulkkila et Rantsila ont fusionné en une municipalité.
La municipalité a une population de 5 818 habitants (2015) et une superficie de 2 229,20 km2 dont 58,78 km2 recouvert d'eau.
La densité démographique est de 2,84/km².
La municipalité est unilingue finnois.
La commune est traversée par la route nationale 28.

## Démographie
Depuis 1980, l'évolution démographique de Siikalatva est la suivante, :
| Année      | 1980  | 1985  | 1990  | 1995  | 2000  | 2005  |
| ---------- | ----- | ----- | ----- | ----- | ----- | ----- |
| population | 8 258 | 8 219 | 7 864 | 7 684 | 7 146 | 6 688 |

| Année      | 2010  | 2015  | 2020  |
| ---------- | ----- | ----- | ----- |
| population | 6 179 | 5 818 | 5 222 |

## Politique et administration
Les résultats des élections municipales finlandaises de 2017 sont:
| parti                                                                         | sièges | sièges    | voix   | voix   | voix          |
|                                                                               | nombre | variation | nombre | taux   | variation (%) |
| Keskusta                                                                      | 20     | 1         | 1 737  | 67,5 % | 1,6           |
| SDP                                                                           | 4      | 3         | 397    | 15,4 % | 4,0           |
| Vasemmistoliitto                                                              | 2      | 0         | 187    | 7,3 %  | 0,4           |
| Perussuomalaiset                                                              | 1      | 4         | 171    | 6,6 %  | 5,9           |
| Vihreä liitto                                                                 | 0      | 0         | 80     | 3,1 %  | 3,1           |
| Total                                                                         | 27     |           | 2 572  | 100 %  |               |
| Source: Yle.fi \| Siikalatva - Kuntavaalit 2017 - Vaalien tulospalvelu \| Yle |        |           |        |        |               |

## Transports
La valtatie 4 (E75) qui va d'Helsinki à Utsjoki et la kantatie 88 qui mène de Iisalmi à Raahe se croisent au centre de Siikalatva.
La valtatie 28 qui va de Kokkola à Kajaani passe au sud de Siikalatva.
La route régionale 807 traverse la commune.
Siikalatva n'a pas de gare.
Les gares les plus proches sont la gare de Ruukki, gare de Vaala et la gare de Vihanti.
L'aéroport le plus proche est l'aéroport d'Oulu situé à Oulunsalo.
Les ports les plus proches sont le port d'Oulu et le port de Raahe.

## Galerie

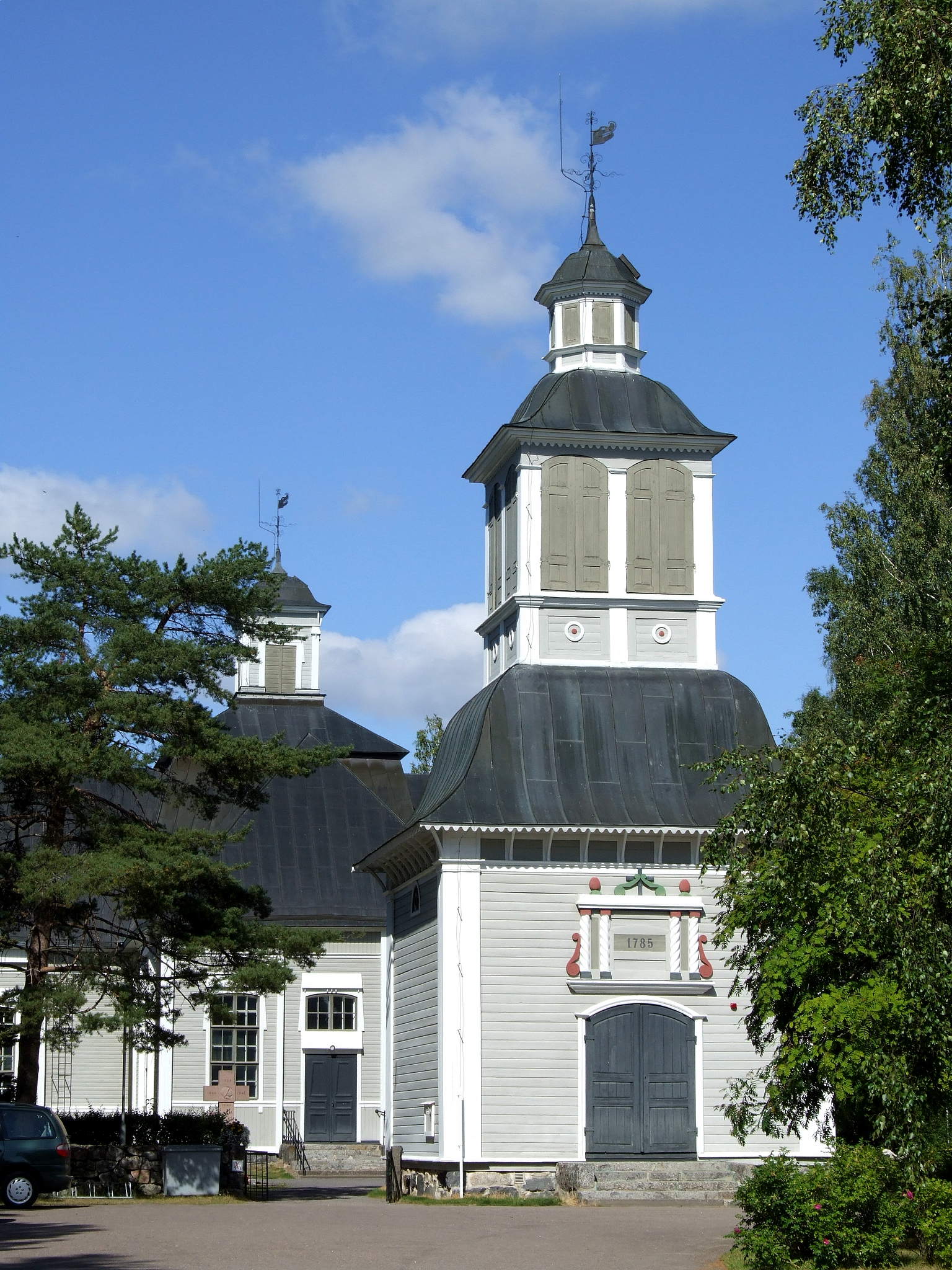
L'église de Rantsila
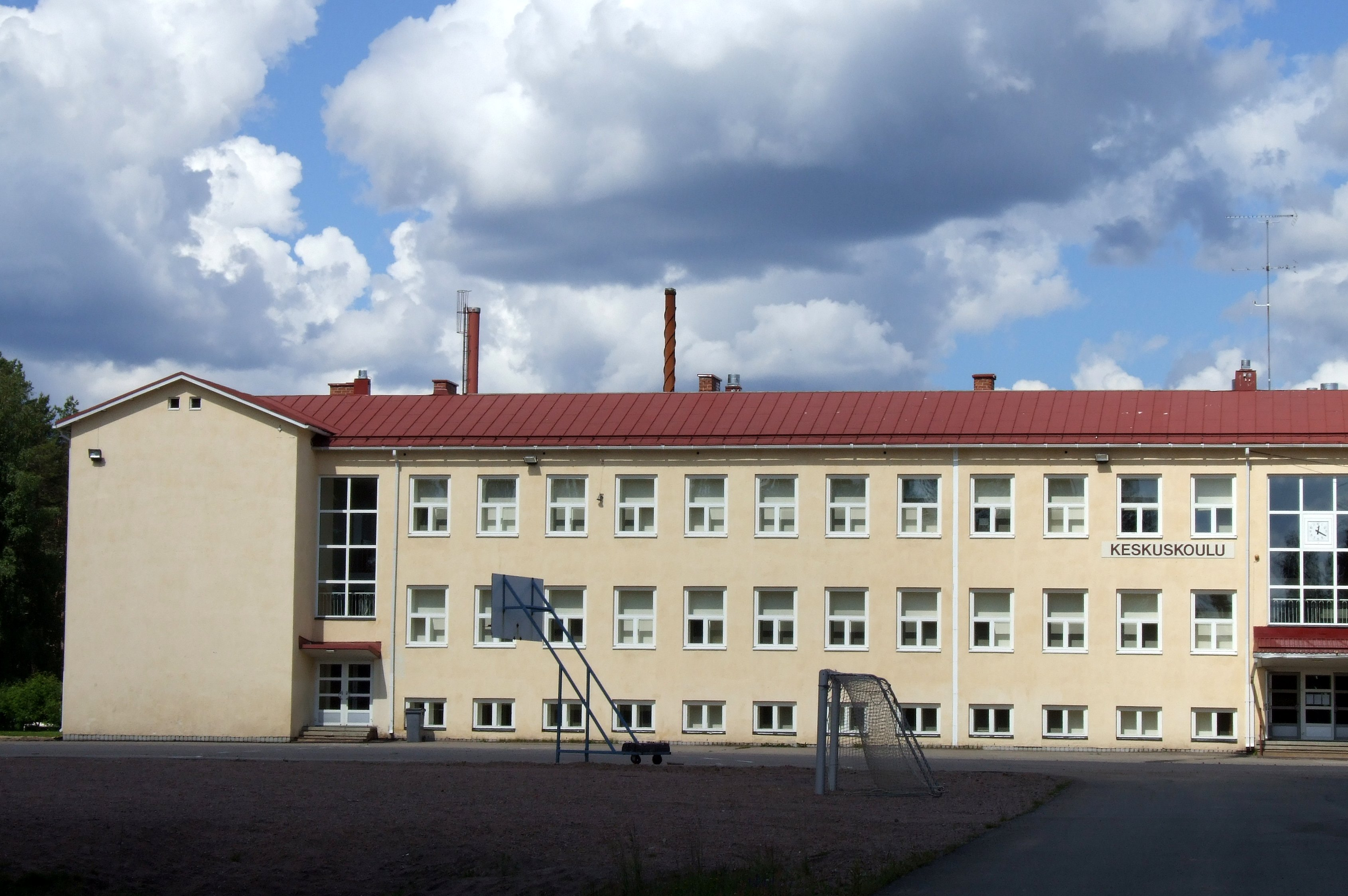
L’école de Kestilä.
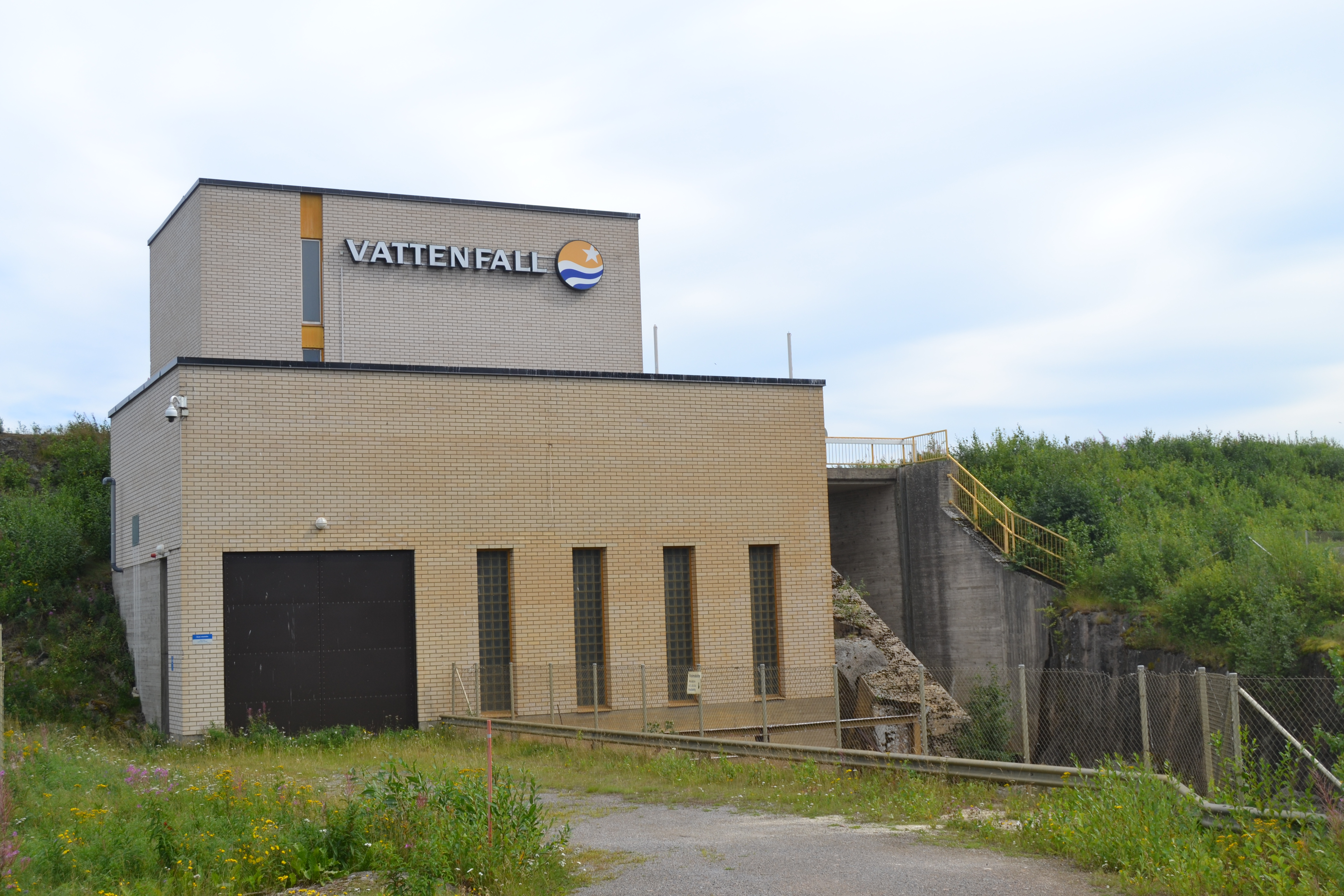
La centrale hydroélectrique de Siikalatva.
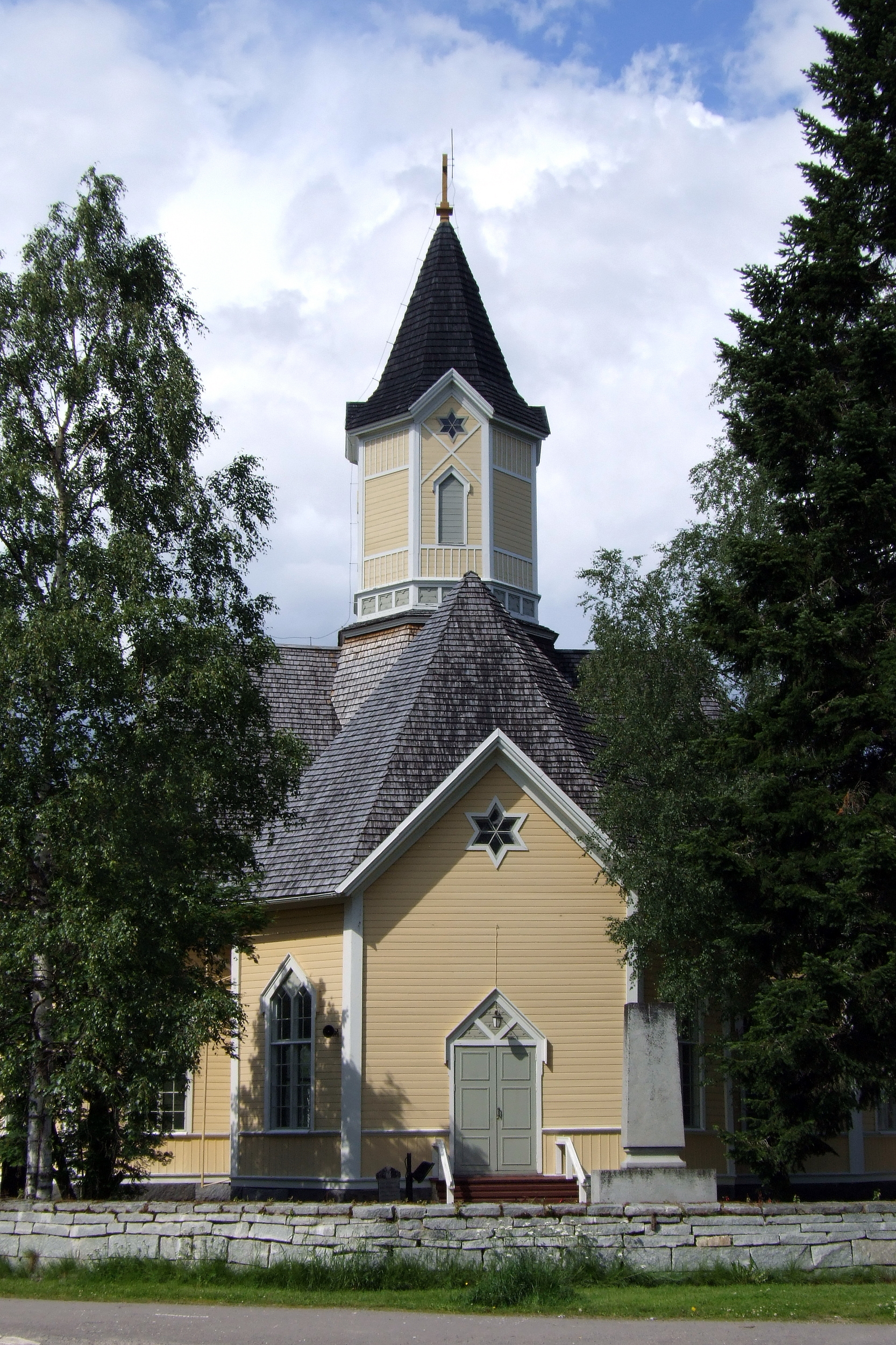
L'église de Piippola.
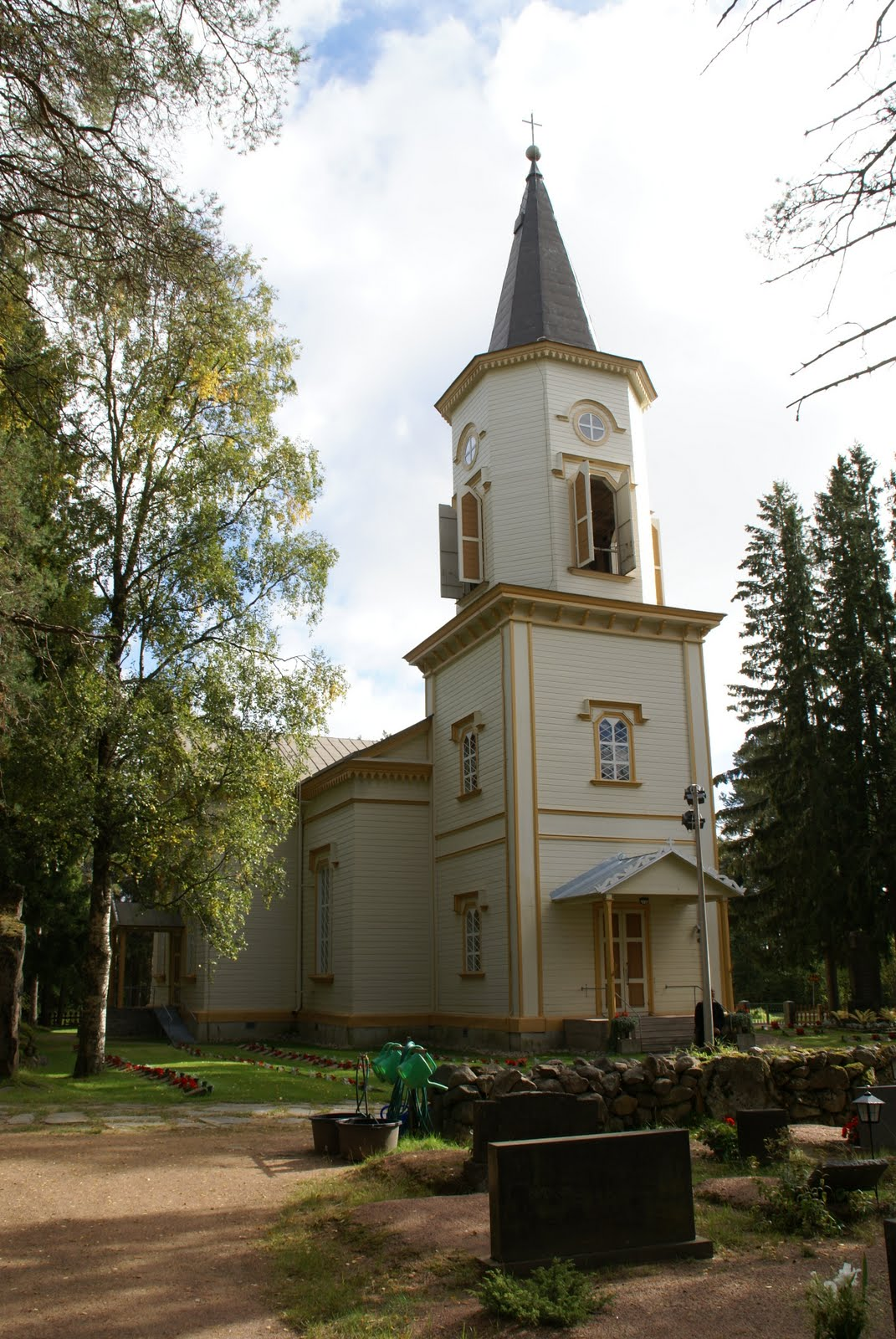
L'église de Kestilä.